# 6-я бронекавалерийская бригада
6-я бронекавалерийская бригада (фр. 6e brigade légère blindée (6e BLB)) — тактическое соединение в составе сухопутных войск Франции. 6-я бригада подчиняется Главному штабу сухопутных войск Франции. По своей структуре и вооружению она сопоставима с 9-й бронекавалерийской бригадой марин.
Её оперативное назначение заключается в том, чтобы иметь возможность участвовать на любом театре военных действий без заблаговременного предупреждения, при этом соблюдая баланс огневой мощи, маневренности и мобильности.

## История
Бригада является наследницей 6-й кавалерийской дивизии (6e Division de cavalerie) 1914 года, 6-й легкокавалерийской дивизии 1940 года (6e Division Légère de Cavalerie), 6-й бронетанковой Компьенской дивизии (1951—1957) (6e Division Blindée de Compiègne) и 6-й бронетанковой Страсбургской дивизии (1977—1984) (6e Division Blindée de Strasbourg).
В 1984 году соединение получило название 6-я бронекавалерийская дивизия (6e division légère blindée (6e DLB))
После реформ во французской армии, в 1999 году дивизия была переформирована в бригаду (6e Brigade Légère Blindée (6e BLB)).

## Боевые действия
Дивизия принимала участие в операции «Буря в пустыне». Дальше уже в качестве бригады принимала участие в военной операции «Сервал» в 2013—2014 гг. проведённой вооружёнными силами Франции против туарегских исламистов на севере Мали.

## Командиры
- 1984—1986 — дивизионный генерал Моро (général de division Moreau)
- 1986—1988 — бригадный генерал Фавро (général de brigade Favreau)
- 1988—1990 — бригадный генерал Пинкемин (général de brigade Pincemin)
- 1990—1991 — бригадный генерал Мускарде (général de brigade Mouscardès)
- 1991—1993 — дивизионный генерал Жанвье (général de division Janvier)
- 1993—1994 — дивизионный генерал Батон (général de division Bâton)
- 1994—1996 — дивизионный генерал Ридо (général de division Rideau)
- 1996—1999 — бригадный генерал Шврдорфер (général de brigade Schwrdorffer)
- 1999—2000 — бригадный генерал Барро (général de brigade Barro)
- 2000—2002 — бригадный генерал де Кермабон (général de brigade de Kermabon)
- 2002—2004 — бригадный генерал Дари (général de brigade Dary)
- 2004—2006 — бригадный генерал Филипп Уброн (général de brigade Philippe Houbron)
- 2006—2008 — бригадный генерал Бертран Клемен-Бойе (général de brigade Bertrand Clément-Bollée)
- 2008—2010 — бригадный генерал Эрик Маргай (général de brigade Eric Margail)
- 2010—2012 — бригадный генерал Антуан Виндек (général de brigade Antoine Windeck)
- 2012—2014 — бригадный генерал Лорен Колодзеж (général de brigade Laurent Kolodziej)
- 2014—2016 — бригадный генерал Пьер Гийе (général de brigade Pierre Gillet)
- 2016—2017 — бригадный генерал Бенуа Дюрьо (général de brigade Benoît Durieux)
- 2017—2019 — бригадный генерал Франк Николь (général de brigade Franck Nicol)
- 2019—2021 — бригадный генерал Жан-Кристоф Бешон (général de brigade Jean-Christophe Bechon)

## Организация
- 1-й иностранный кавалерийский полк (1er régiment étranger de cavalerie, 1er REC) (35 AMX-10RC)
- 1-й полк спаги (1er régiment de spahis) (35 AMX-10RC)
- 2-й иностранный пехотный полк (2e régiment étranger d’infanterie, 2e REI)
- 21-й пехотный полк марин (21e régiment d’infanterie de marine, 21e RIMa) (VAB)
- 6-й иностранный инженерный полк (6e régiment étranger de génie)
- 68-й артиллерийский полк (68e régiment d’artillerie) (4 батареи 155-мм гаубиц и 1 батарея ПЗРК Мистраль)
- Усиление от 10-й бронетанковой дивизии (10e division blindée)
  - 4-й драгунский полк (4e régiment de dragons) (40 AMX-30B2)
- Усиление от 9-й бронекавалерийской дивизии марин (9e division d'infanterie de marine (9e DIMa))
  - 2-й пехотный полк марин (2e régiment d’infanterie de marine) (VAB)
  - Отряд 3-го пехотного полка марин (269 чел.) (3e régiment d’infanterie de marine)
  - 11-й артиллерийский полк марин (11e régiment d’artillerie de marine) (4 батареи 155-мм гаубиц)
- Усиление от 4-й аэромобильной дивизии (4e division aéromobile)
  - 5-й вертолётный полк (10 вертолётов с 20-мм пушками и 30 вертолётов с ПТРК HOT) (5e régiment d’hélicoptères de combat)
  - 1-й вертолётный полк (1er régiment d’hélicoptères de combat)
  - 1-й аэромобильный полк (1er régiment d’infanterie — régiment de combat aéromobile (1er RCAM))
- Усиление от 82-й воздушно-десантной дивизии США (82nd Airborne Division)
  - 2-я бригада 82-й воздушно-десантной дивизии (2nd Brigade, 82nd Airborne Division)[5]

Бригада на 2016 год включает в себя:
- Штаб бригады в Ниме
- 1-й иностранный кавалерийский полк (1er régiment étranger de cavalerie (1er REC)), Марсель-Карпьянь, регион Прованс — Альпы — Лазурный Берег (AMX-10 RC).[6]
- 1-й полк спаги (1er régiment de spahis (1er RS)), Валанс, регион Овернь — Рона — Альпы (AMX-10 RC).[7]
- 2-й иностранный пехотный полк (2e régiment étranger d’infanterie (2e REI)), Ним, регион Окситания (VBCI).[8]
- 13-я полубригада Иностранного легиона (13e demi-brigade de la Légion étrangère (13e DBLE)), Ла-Кавальри-Ларзак, регион Окситания[9]
- 21-й пехотный полк марин (21e régiment d’infanterie de marine (21e RIMA)), Фрежюс, регион Прованс — Альпы — Лазурный Берег (VAB).[10]
- 3-й артиллерийский полк марин (3e régiment d’artillerie de marine (3e RAMA)), Канжуе, регион Прованс — Альпы — Лазурный берег (CAESAR)
- 1-й иностранный инженерный полк (1er régiment étranger de génie (1er REG)), Лоден-л’Ардуаз, регион Окситания (VAB).[11]
- 6-я рота связи (6e compagnie de commandement et de transmissions (6e CCT)), Ним, регион Окситания
- Фрежюсский учебный центр (Centre de formation initiale des militaires du rang de Fréjus (CFIM Fréjus)), Фрежюс, регион Прованс — Альпы — Лазурный Берег